# Cadre-71/2-Weltmeisterschaft 1931

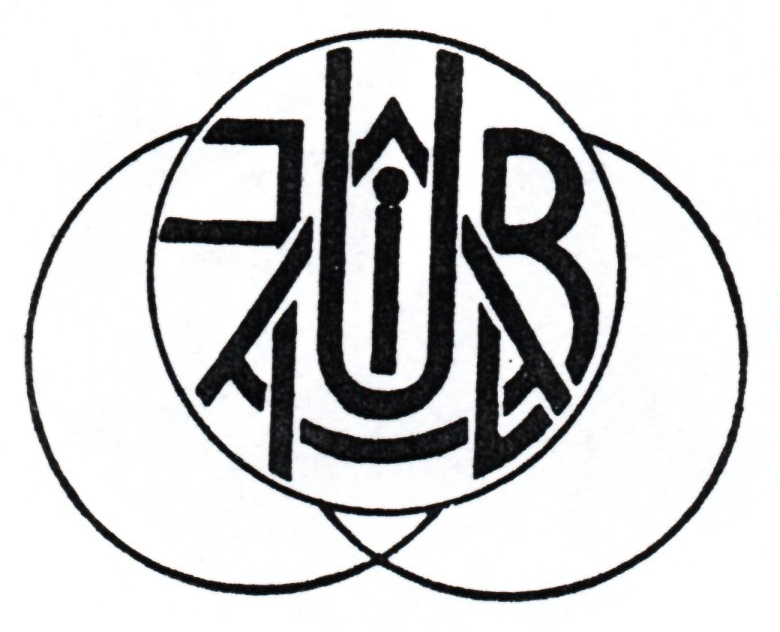
Logo UIFAB (ausrichtender Verband)

Veranstaltungsort: Paris

Die Cadre-71/2-Weltmeisterschaft 1931 war die zweite Cadre 71/2 Weltmeisterschaft. Das Turnier fand vom 18. bis zum 23. Juni 1931 in Paris statt. Es war die zweite Cadre-71/2-Weltmeisterschaft in Frankreich.

## Geschichte
Der Ägypter Edmond Soussa verteidigte in Paris souverän seinen im Vorjahr errungenen Weltmeistertitel. Die Leistungen der Akteure waren auch in diesem Jahr nicht sehr gut. In der deutschen Billardzeitung wurde sogar geschrieben, dass diese Cadre-Spielart zu schwierig ist. Der Autor berichtete, dass es sowieso nur eine echte Weltmeisterschaft gibt, und zwar die im Cadre 45/2. Die teilnehmenden Spieler waren aber nicht dieser Meinung.

## Turniermodus
Es wurde in der Ausscheidungsrunde und in der Finalrunde im Round Robin System bis 300 Punkte gespielt. Die besten vier jeder Gruppe qualifizierten sich für die Endrunde. Die Punkte gegen die ausgeschiedenen Teilnehmer wurden nicht in die Endrunde übernommen. Bei MP-Gleichstand wird in folgender Reihenfolge gewertet:
1. MP = Matchpunkte
2. GD = Generaldurchschnitt
3. HS = Höchstserie

## Ausscheidungsgruppen

### Gruppe A
| MP    | Match Points (Sieger = 2; Unentschieden = 1; Verlierer = 0) |
| Pkte. | Erzielte Karambolagen                                       |
| Aufn. | Benötigte Versuche                                          |
| GD    | Generaldurchschnitt                                         |
| BED   | Bester Einzeldurchschnitt eines Spielers                    |
| HS    | Höchstserie                                                 |
|       | Bester GD des Turniers                                      |
|       | Bester ED des Turniers                                      |
|       | Beste HS des Turniers                                       |
|       | 1. Platz (Gold)                                             |
|       | 2. Platz (Silber)                                           |
|       | 3. Platz (Bronze)                                           |

| Platz                     | Name             | MP  | Pkte. | Aufn. | GD    | BED   | HS |
| ------------------------- | ---------------- | --- | ----- | ----- | ----- | ----- | -- |
| 1                         | Edmond Soussa    | 8:2 | 1492  | 136   | 10,97 | 12,00 | 81 |
| 2                         | Jan Dommering    | 8:2 | 1439  | 191   | 7,53  | 13,63 | 85 |
| 3                         | Carl Foerster    | 6:4 | 1371  | 159   | 8,62  | 8,82  | 62 |
| 4                         | Louis Sevilla    | 4:6 | 1036  | 154   | 6,72  | 10,00 | 47 |
| 5                         | Alfredo Ferraz   | 2:8 | 961   | 181   | 5,30  | 6,00  | 51 |
| 6                         | Rudolphe Agassiz | 2:8 | 1022  | 211   | 4,84  | 8,82  | 59 |
| Gruppendurchschnitt: 7,09 |                  |     |       |       |       |       |    |

### Gruppe B
| Platz                     | Name              | MP  | Pkte. | Aufn. | GD    | BED   | HS |
| ------------------------- | ----------------- | --- | ----- | ----- | ----- | ----- | -- |
| 1                         | Gaston de Doncker | 6:2 | 1185  | 109   | 10,87 | 14,28 | 73 |
| 2                         | Jacques Davin     | 4:4 | 1135  | 122   | 9,30  | 15,73 | 87 |
| 3                         | Jean Albert       | 4:4 | 993   | 140   | 7,092 | 9,37  | 59 |
| 4                         | Victor luypaerts  | 4:4 | 1099  | 155   | 7,090 | 8,10  | 60 |
| 5                         | Emile Zaman       | 2:6 | 951   | 142   | 6,69  | 10,34 | 52 |
| Gruppendurchschnitt: 8,02 |                   |     |       |       |       |       |    |

## Abschlusstabelle
| Platz                                            | Name              | MP   | Pkte. | Aufn. | GD    | BED   | HS  |
| ------------------------------------------------ | ----------------- | ---- | ----- | ----- | ----- | ----- | --- |
| 1                                                | Edmond Soussa     | 12:2 | 2092  | 182   | 11,49 | 17,64 | 92  |
| 2                                                | Gaston de Doncker | 8:6  | 2014  | 181   | 11,12 | 15,00 | 103 |
| 3                                                | Jan Dommering     | 8:6  | 1965  | 210   | 9,35  | 13,63 | 85  |
| 4                                                | Victor luypaerts  | 8:6  | 1918  | 233   | 8,23  | 13,63 | 102 |
| 5                                                | Jean Albert       | 8:6  | 1772  | 218   | 8,12  | 12,50 | 104 |
| 6                                                | Jacques Davin     | 6:8  | 1947  | 183   | 10,63 | 15,78 | 87  |
| 7                                                | Carl Foerster     | 6:8  | 1942  | 205   | 9,47  | 10,00 | 72  |
| 8                                                | Louis Sevilla     | 0:14 | 1070  | 181   | 5,91  | –     | 54  |
| 9                                                | Emile Zaman       | 2:6  | 951   | 142   | 6,69  | 10,34 | 52  |
| 10                                               | Alfredo Ferraz    | 2:8  | 961   | 181   | 5,30  | 6,00  | 51  |
| 11                                               | Rudolphe Agassiz  | 2:8  | 1022  | 211   | 4,84  | 8,82  | 59  |
| Turnierdurchschnitt: Gesamt: 8,24 Endrunde: 9,24 |                   |      |       |       |       |       |     |